# Примарна грађа стабла
Примарна грађа стабла настаје диференцирањем ћелија примарног меристема.
У стаблу које има примарну грађу разликују се ова три саставна дела:
1. епидермис;
2. примарна кора;
3. централни цилиндар.[1]

## Примарна грађа стабла дикотила
Епидермис је примарно кожно ткиво, споља обухвата стабло. Обично је изграђен од једног слоја ћелија. У зависности од услова средине, на површини епидермиса налази се тања или дебља кутикула. Ћелије епидермиса често су издужене у правцу растења стабла. Број стома је релативно мали.
Примарна кора је састављена углавном из паренхима. Често велики број паренхимских ћелија садржи хлорофилна зрна. У неким биљкама, нарочито водених, у примарној кори се образује добро изражен систем интерцелулара. У периферијским деловима примарне коре, у многим биљкама, налази се механичко ткиво. Механичко ткиво се налази у угловима четвртастих стабала (Lamiaceae - usnatice), или у ребрима (Apiaceae - štitonoše), а ређе у виду прстена (tikva; Solanaceae). Последњи слој примарне коре често је састављен од збијених ћелија, без интерцелулара, и означен је као ендодермис. У ендодерму се често налази доста скроба и онда се може означити и као скробна сара. Ендодерм је обично представљен уским, претежно једнородним слојем компактних ћелија. Међу различитим систематским групама виших биљака ендодерм има различито распрострањење.
Централни цилиндар (Stela) заузима средишњи део стабла. Први, спољни део централног цилиндра, назива се перицикл. Он може бити различито изграђен. У најпростијем случају он је састављен од једног слоја ћелија (npr. u Mercurialis annua). Перицикл је често вишеслојан. У том случају постоје три могућности: или су сви слојеви од паренхима (Ranunculus - ljutić) или је неколико слојева од склеренхима, а неколико од паренхима (Aristolochia), и, најзад, перицикл може бити испресецан групама склеренхима и паренхима наизменично (suncokret). После перицикла долазе проводна ткива. Код изумрлих кормофита и неких рецентних заступљен је примитиван централни цилиндар. Изграђен највећим делом од проводних ткива, и то тако да сам средишњи део стабла заузима ксилем који је окружен флоемом изнад кога је перицикл. Даља еволуција Stele ишла је тако што се у центру стабла образује срж, изграђена од основног ткива (parenhima), која врло често служи као ткиво за резервисање. Око сржи је проводни систем са камбијумом у облику јединственог цилиндра.

## Грађа стабла монокотила
Грађа стабла монокотила се унеколико разликује код разних врста биљака, али је најраспрострањенији ''палма - тип'' грађе, који је заступљен не само у палма, већ, у разним варијантама, код многих врста: Poaceae, Cyperaceae, Liliaceae и др. Битне црте грађе стабла палма - типа су: из основа листова који обухватају стабло улазе снопићи, распоређени по целом опсегу стабла. Стабло монокотила се карактерише затвореним проводним снопићима, дакле, снопићима без фасицукалрног камбијума. Сваки од снопића је често окружен склеренхимском саром. Они су распоређени у два или више правилна или неправилна круга око сржи или су разбацани без неког посебног реда међу ћелијама основног ткива, тако да се срж не може разликовати. Врло је чест случај да се ближе периферији стабла налази већи број снопића и то ситнијих него што је случај са његовим дубљим делом. Уколико се може разликовати срж, она често ишчезава, тако да су стабла шупља. Понекад се испод епидермиса развија склеренхимски прстен у коме се такође налазе проводни снопићи. Као што се види примарна кора је код ових биљака у нестајању, а од ендодермиса и перицикла по правилу нема ни трага. Епидермис је развијен на врло различите начине.